# Cazê
Cazê (en chinois : 查孜 ; en Pinyin : Cházī) est un village du comté de Ngamring, dans la région autonome du Tibet, en Chine. 
Le village se trouve à une altitude de 4 787 mètres.